# 더 키드 프럼 스페인
더 키드 프럼 스페인(The Kid From Spain)은 미국에서 제작된 레오 맥캐리 감독의 1932년 코미디, 뮤지컬, 멜로/로맨스 영화이다. 에디 캔터 등이 주연으로 출연하였고 사무엘 골드윈 등이 제작에 참여하였다.

## 출연

### 주연
- 에디 캔터
- 리다 로버티

### 조연
- 로버트 영
- 러스 홀
- 존 밀란
- 노아 비리
- J. 캐롤 나이쉬
- 로버트 에멧 오코너
- 스탠리 필스
- 폴 포카시
- 시드니 프랭클린
- 진 앨런
- 로레타 앤드류스
- 해리 C. 브래들리
- 린 브로닝
- 맥신 캔트웨이
- 셜리 챔버스
- 에드가 코너
- 테레사 맥스웰 코노버
- 하젤 크레이븐
- 팻시 파넘
- 에디 포스터
- 준 글로리
- 파울레트 고다드
- 베티 그레이블
- 해리 그리븐
- 루스 헤일
- 패트리시아 하퍼
- 벤 헨드릭스 주니어
- 엘시 헨리
- 아델 래시
- 마가렛 라 마
- 베티 로레인
- 낸시 라이온
- 낸시 내쉬
- 폴 팬저
- 그레이스 포기
- 줄리안 리베로
- 도나 매 로버츠
- 마리온 소이어스
- 메리 스튜어트
- 월터 워커
- 도로시 쿠넌 웰먼
- 르니 휘트니
- 레오 윌리스
- 토비 윙
- 제인 와이먼
- 타마니 영

## 제작진
- 의상: 밀로 앤더슨
- 배역: 로버트 맥킨타이어